# Song Machine, Season One: Strange Timez
Song Machine, Season One: Strange Timez (En español, Song Machine, Temporada Uno: Tiempoz Extraños) es el séptimo álbum de estudio de la banda virtual Gorillaz. Fue lanzado el 23 de octubre de 2020 en el Reino Unido por Parlophone y en los Estados Unidos por Warner Bros. Records. El álbum es parte del proyecto multimedia de la banda "Song Machine", siendo una colección de los nueve episodios de la primera temporada de la serie. A su vez, cuenta con una versión deluxe con seis canciones más. Este álbum marca el retorno a la banda de Murdoc Niccals, ya que había estado en prisión durante el lanzamiento y tour de The Now Now en 2018.

## Antecedentes
El 28 de enero la banda publicó imágenes promocionarles a través de sus redes sociales, anunciando un nuevo proyecto llamado Song Machine.  Posteriormente, un clip de 23 segundos fue publicado en los diferentes servicios de streaming.
Damon Albarn y Remi Kabaka Jr fueron entrevistados en Radio de BBC 1 anunciando oficialmente el proyecto, diciendo que su nuevo proyecto "quizás tenga un arco narrativo algo obtuso al final de cada temporada, pero se parece más a Ozark que a Designated Survivor. Es seguir hasta que te quedes sin ideas." 
Al momento de la premier de "Momentary Bliss", Albarn reveló que el grupo había estado en el estudio con Schoolboy Q y Sampa the Great entre otros, aunque aclaró que lo más posible era que estas canciones fueran guardadas para próximas temporadas de Song Machine.
En un artículo de prensa con los miembros virtuales de Gorillaz, Russel Hobbs se refirió al proyecto como "Una manera enteramente nueva de hacer lo que hacemos, haciendo que nuevamente Gorillaz rompa lo preestablecido, ya que estamos viejos. El mundo se está moviendo más rápido que un partícula con sobrecarga, así que debemos estar listos para todo. Ni siquiera sabemos quién estará entrando al estudio próximamente. Song Machine se alimenta en lo desconocido, se ejecuta en el caos puro. Así que lo que sea que venga, estaremos preparados y listos para producir como si no hubiera un mañana."
El segundo episodio, "Désolé", fue lanzado el 27 de febrero de 2020. Aunque originalmente se había anunciado que la serie tendría un episodio mensual, no hubo uno en marzo debido a la Pandemia de COVID-19. El 24 de marzo, a través de un texto publicado en su cuenta de Instagram se anunció que pese a los "tiempos serios", Song Machine continuará. El episodio tres, "Aries", fue publicado el 9 de abril. El 2 de mayo, un sencillo llamado "How Far?" originalmente independiente al proyecto fue publicado sin previo anuncio como tributo a Tony Allen, quién había fallecido recientemente el 30 de abril. Esta canción cuenta con una colaboración póstuma de Allen y del rapero británico Skepta. Debido a esto, la publicación del cuarto episodio, "Friday 13th", fue retrasado hasta el 9 de junio. El 13 de junio se presentó el almanaque llamado "Gorillaz Almanac", el cual contaría con un CD con todas las canciones de la temporada. Luego de la premier del quinto episodio, “PAC-MAN”, el 20 de julio, se anunció que Song Machine entraría en hiato hasta septiembre. El 9 de septiembre se lanzó el sexto episodio, "Strange Timez", el cual fue el primer sencillo enteramente hecho durante la pandemia. Junto con este episodio, se reveló el nombre oficial del álbum y la lista de canciones completa para sus versiones estándar y deluxe.
El séptimo episodio, "The Pink Phantom" fue lanzado el 1 de octubre. El octavo episodio, "The Valley of the Pagans" se publicó el 5 de noviembre, sin embargo este fue dado de baja del canal de YouTube de la banda a raíz de un reclamo de Derecho de autor por parte de la desarrolladora de videojuegos Rockstar Games. Esto fue debido a que este episodio estaba ambientado en el mundo de GTA V, donde los integrantes de la banda recorrían la ciudad desde un auto. 
El último episodio de la primera temporada fue publicado el 24 de diciembre, siendo este "The Lost Chord". A diferencia de los anteriores, el noveno episodio no fue lanzado oficialmente como sencillo.

## Lista de canciones
| Edición Standard |                                              | |          |  |
| N.º              | Título                                       | Escritor(es)                                                                                       | Duración |  |
| 1.               | «Strange Timez» (con Robert Smith)           | Albarn, Kabaka., Smith                                                                             | 3:46     |  |
| 2.               | «The Valley of the Pagans» (con Beck)        | Albarn, Kabaka, Hansen                                                                             | 2:59     |  |
| 3.               | «The Lost Chord» (con Leee John)             | Albarn, Kabaka, Ford, John                                                                         | 4:01     |  |
| 4.               | «Pac-Man» (con Schoolboy Q)                  | Albarn, Kabaka, Hanley, Jonathan Smythe, Paul Huston, Elvin Shahbazian, Joel McNeill, John McNeill | 3:12     |  |
| 5.               | «Chalk Tablet Towers» (con St. Vincent)      | Albarn, Kabaka, Clark                                                                              | 3:00     |  |
| 6.               | «The Pink Phantom» (con Elton John y 6lack)  | Albarn, Kabaka, Ricardo Valentine Jr.                                                              | 4:11     |  |
| 7.               | «Aries» (con Peter Hook y Georgia)           | Albarn, Kabaka, Hook, Richard Isong                                                                | 4:11     |  |
| 8.               | «Friday 13th» (con Octavian)                 | Albarn, Kabaka, Octavian Godji                                                                     | 3:34     |  |
| 9.               | «Dead Butterflies» (con Kano y Roxani Arias) | Albarn, Kabaka, Arias, Dan Gayle, Matthew Middlebrooks, Kane Robinson, Michael Williams II         | 4:29     |  |
| 10.              | «Desolé» (con Fatoumata Diawara)             | Albarn, Kabaka, Ford, Diawara                                                                      | 5:30     |  |
| 11.              | «Momentary Bliss» (con slowthai y Slaves)    | Albarn, Kabaka, Mike Dean, Tyron Frampton, Laurence Vincent, Isaac Holman                          | 3:41     |  |
| 42:53            |                                              | |          |  |

| Edición Deluxe |                                                          |                                                        |          |  |
| N.º            | Título                                                   | Escritor(es)                                           | Duración |  |
| 1.             | «Opium» (con Earthgang)                                  | Albarn, Kabaka, Eian Parker, Johnny Venus, Isong       | 6:47     |  |
| 2.             | «Simplicity» (con Joan As Police Woman)                  | Albarn, Kabaka, Joan Wasser                            | 2:41     |  |
| 3.             | «Severed Head» (con GoldLink y Unknown Mortal Orchestra) | Albarn, Kabaka, D'Anthony Carlos, Ruban Nielson        | 3:31     |  |
| 4.             | «With Love to an Ex» (con Moonchild Sanelly)             | Albarn, Kabaka, Sanelisiwe Twisha                      | 2:58     |  |
| 5.             | «MLS» (con JPEGMafia y Chai)                             | Albarn, Kabaka, Barrington Hendricks, Mana, Kana Obata | 3:11     |  |
| 6.             | «How Far?» (con Tony Oladipo Allen y Skepta)             | Albarn, Kabaka, Allen, Joseph Adenuga                  | 2:44     |  |
| 22:08          |                                                          |                                                        |          |  |

| Bonus Track Edición Japonesa |                              |          |  |
| N.º                          | Título                       | Duración |  |
| 7.                           | «Taxi Back to 80s Reykjavik» | 2:39     |  |